# ループヒートパイプ
ループヒートパイプ（英: Loop heat pipe、LHP）は、気液の相変化を利用した二相熱輸送素子で、毛細管現象を利用する点などは従来の一般的なヒートパイプに類似するが、システム全体としてはそれとは異なり、片方向への流れがループとなって循環する構造を持つ。なお「自励振動ヒートパイプ」にもループ状の配管となっているものがあるが、それはこれとは異なる。

## 原理
従来の一般的なヒートパイプでは、同じ1本のパイプの内側表面を毛細管現象により液相の媒体が移動し、中央の空洞をそれとは反対側に気相の媒体が移動する。これには、加熱側と冷却側の区別が無いなど単純でメンテナンスフリーといった長所と、低温と高温の媒体がパイプ内側で接しているため性能が落ちるという短所がある。ループヒートパイプは、液相の媒体を熱源に近付ける部分には毛細管現象を利用するが、全体では片方向の流れとなるよう構成されており、ヒートパイプの機械稼働部分が無いという利点を継承しつつも、一般的なヒートポンプ機器のような片方向に循環するループ構成を実現している。
ループヒートパイプでは、エバポレーターで吸熱、コンデンサで排熱を行う。それぞれは、輸送管である蒸気管、液管で結合され、全体は閉ループ構造を形成している。またエバポレーターの上流側にはリザーバーが配置されている。通常、CC(Compensation Chamber)と呼ばれる。エバポレーター内にはウィックと呼ばれる多孔質体が配置され、流体循環の駆動源である毛細管力の発生および、液の蒸発による吸熱が行われる。ウィックにはグルーブと呼ばれる溝が形成されており、ウィックで発生した蒸気流れを蒸気管へ促す。ウィックで毛細管力の存在により、発生した蒸気は一方向化されている。蒸気管は断熱されている。コンデンサでは、管内流体とヒートシンクとの熱交換より、排熱が行われる。コンデンサ入口から、潜熱を放出することにより蒸気は熱交換を行う。凝縮完了後は、液単相流による熱交換となり温度降下し、液はコンデンサ出口までサブクールされる。サブクールされた液は液管を経由し、CC に流入する。CC 内に存在する液は、ウィックへ供給される。存在する液の体積より、CC 容積は大きく設計されており、気液が共存することになる。従って、エバポレーターでの蒸発、およびコンデンサでの凝縮とは別の飽和状態が保たれることになる。ループヒートパイプ(LHP)では、このように3つの異なる飽和状態が共存することになる。ウィックへ供給された液は、再度熱源から吸熱し蒸発する。上記のループを繰り返すことにより、定常的にエバポレータからコンデンサへ熱輸送を行う。